# Jacek Kubka
Jacek Kubka (ur. 19 września 1967 w Zielonej Górze) – polski strzelec sportowy, medalista mistrzostw Europy, olimpijczyk z Barcelony 1992.
Reprezentował Gwardię Zielona Góra.
Zawodnik specjalizujący się w strzelaniu z broni długiej. W latach 1990–1991 trzykrotny mistrz Polski w strzelaniu z karabinu pneumatycznego 60 metrów (dwukrotnie) i w strzelaniu z kbks 3 x 40 strzałów. Był wielokrotnym rekordzistą Polski.
Brązowy medalista mistrzostw Europy w Bolonii w 1991 roku w strzelaniu z karabinu dowolnego 60 strzałów w pozycji leżąc w drużynie (partnerami byli: Tadeusz Czerwiński, Sławomir Minkowski).
Na igrzyskach w Barcelonie wystartował w strzelaniu z karabinu sportowego trzy postawy 50 metrów zajmując 35. miejsce oraz w strzelaniu z karabinu sportowego leżąc 50 metrów zajmując 18. miejsce.
Mąż strzelczyni Małgorzaty Książkiewicz, ojciec tenisistki Martyny Kubki.